# Пущик їде в Прагу
«Пущик їде в Прагу» (рос. «Пущик едет в Прагу») — художній фільм 1965 року режисера Льва Голуба. Єдина комедія Льва Голуба.

## Сюжет
Відпочиваючи в Артеку, дванадцятирічний Юра пообіцяв своїй чеської подружці Здені подарувати ведмедика з Біловезької Пущі. І тепер разом з приятелем герой вирушає в пущу. Після ряду пригод друзі, нарешті, викрадуть у ведмедиці ведмедика, потім ховаються від переслідування ведмедиці…

## У ролях
- Андрій Філатов
- Володимир Семенов
- Олександр Дегтяр
- Валентина Ушакова
- Зоя Федорова
- Володимир Дорофеєв
- Рудольф Дейл
- Антоніна Бендова
- Зденек Дитино
- Дімітрі Рафальскі
- Олексій Алексєєв
- Володимир Меншик

## Творча група
- Сценарій: Юрій Яковлєв
- Режисер-постановник: Лев Голуб
- Оператор-постановник: Георгій Вдовенко
- Композитор: